# 卡法拉制
卡法拉制（阿拉伯语：‎，羅馬化：niẓām al-kafāla），是一種源自英國殖民體制，並廣泛實行於波斯灣阿拉伯國家的外勞保證人制度，在該制度下，所有非技術工人都需要有一個國內的贊助者，通常由雇主擔任。勞工必須在贊助者的同意下才能更換工作、辭職，甚至進入和離開所在國家，而雇主可以終止和延長勞工的工作簽證和居留證，這種權力也使得雇主獲得不成比例的權力與宰制地位。
這個制度也是杜拜等國家可使用超低成本進行基礎建設的原因，但《經濟學人》也注意到此海灣體系對外國工人及其家庭和家庭社區產生的積極的經濟影響（因薪金一般還是比他們國內高）。

## 歷史
在卡法拉制中，卡法拉（英語：kafala）一詞源自於阿拉伯文كفالة，有代理人、贊助人的意思，可以追溯到伊斯兰教關於法律監護的法學。而現代的卡法拉制則起源於20世紀初，用於規範在海灣地區中從事珍珠行業和其他商業行業的外國工人的待遇。而在1950年代，當時海灣國家正因發現石油而迅速崛起，因而積極外尋勞工來協助發展基礎建設。當時的系統仍試圖保障移工的權利，但隨著法律條文多次修改，該系統變得愈趨偏袒雇主，權力結構也更加明顯。